# 神明町停留場
神明町停留場（しんめいちょうていりゅうじょう）は、大阪府堺市堺区にある阪堺電気軌道阪堺線の停留場。駅番号はHN19。

## 歴史
- 1911年（明治44年）12月1日：開業。
- 1915年（大正4年）6月21日：南海鉄道との合併により、同鉄道の駅となる。
- 1944年（昭和19年）6月1日：会社合併により近畿日本鉄道の駅となる。
- 1947年（昭和22年）6月1日：路線譲渡により南海電気鉄道の駅となる。
- 1980年（昭和55年）12月1日：路線譲渡により阪堺電気軌道の駅となる[1]。

## 停留場構造
大道筋中央部に立地。単式ホームが神明町交差点を挟んで斜向かいに配置（千鳥式配置）されている。浜寺駅前方面のりばが九間町東1丁に、恵美須町方面のりばが神明町東1丁に位置する。

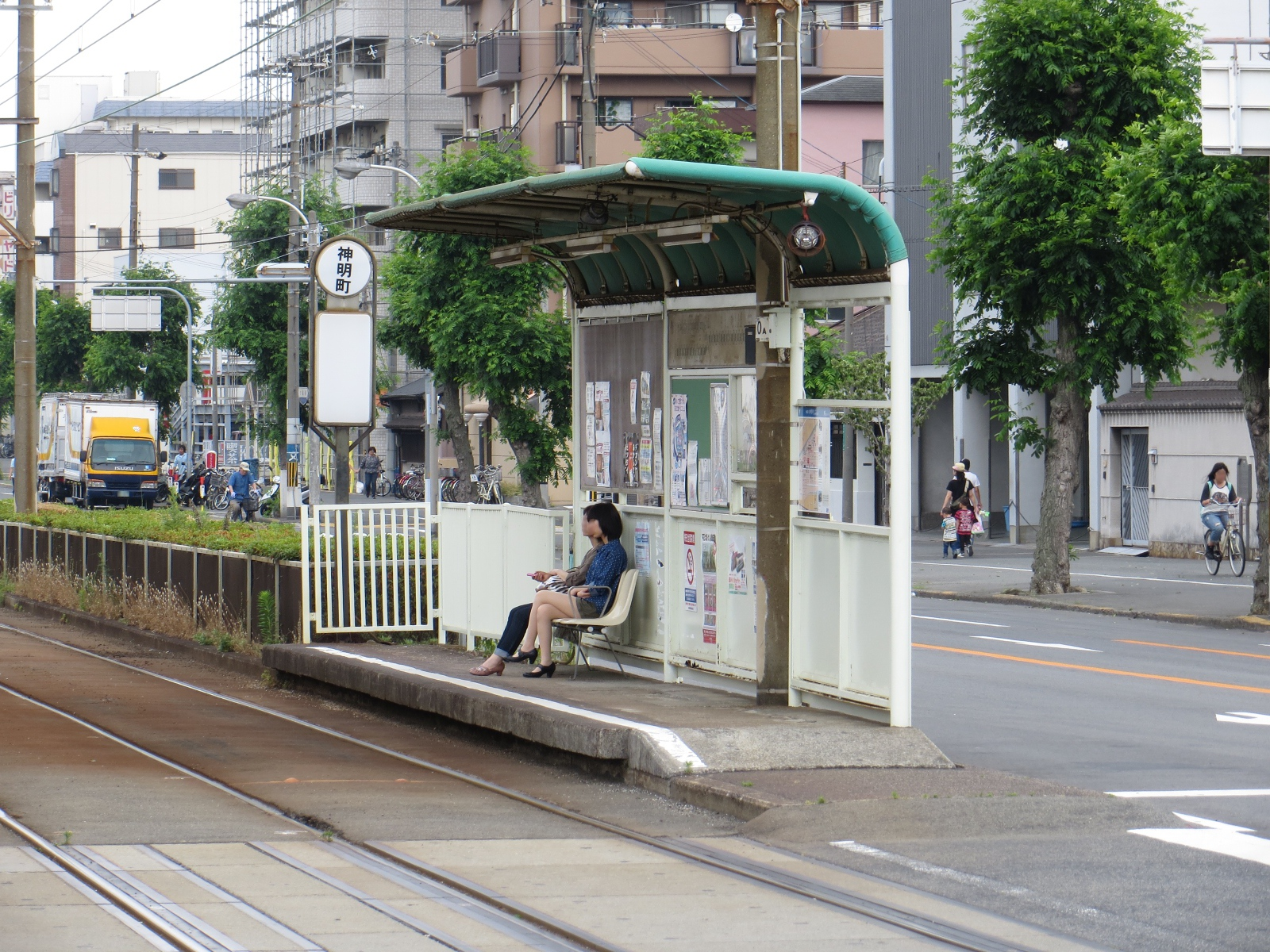
ホーム（浜寺駅前方面）
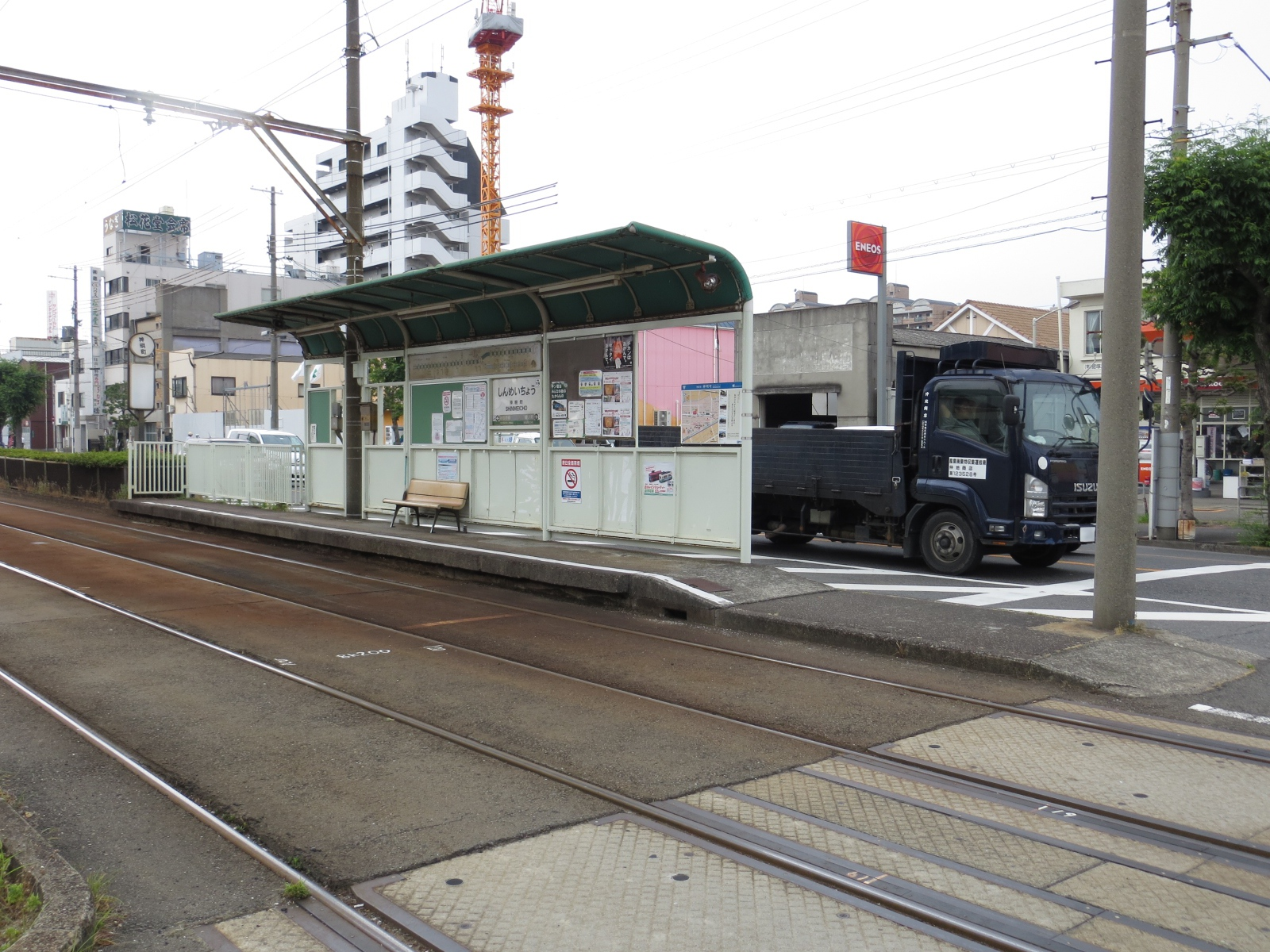
ホーム（恵美須町方面）

## 停留場周辺
- 本願寺堺別院（北の御坊）
- 堺自転車会館
- 堺柳之町郵便局
- 堺市立錦小学校
- 堺市立錦西小学校

## 隣の停留場
阪堺電気軌道
■阪堺線
綾ノ町停留場 (HN18) - 神明町停留場 (HN19) - 妙国寺前停留場 (HN20)
- （）内は駅番号を示す。